# Tourterelle à queue carrée
Zenaida aurita
Espèce
Statut de conservation UICN

 LC  : Préoccupation mineure

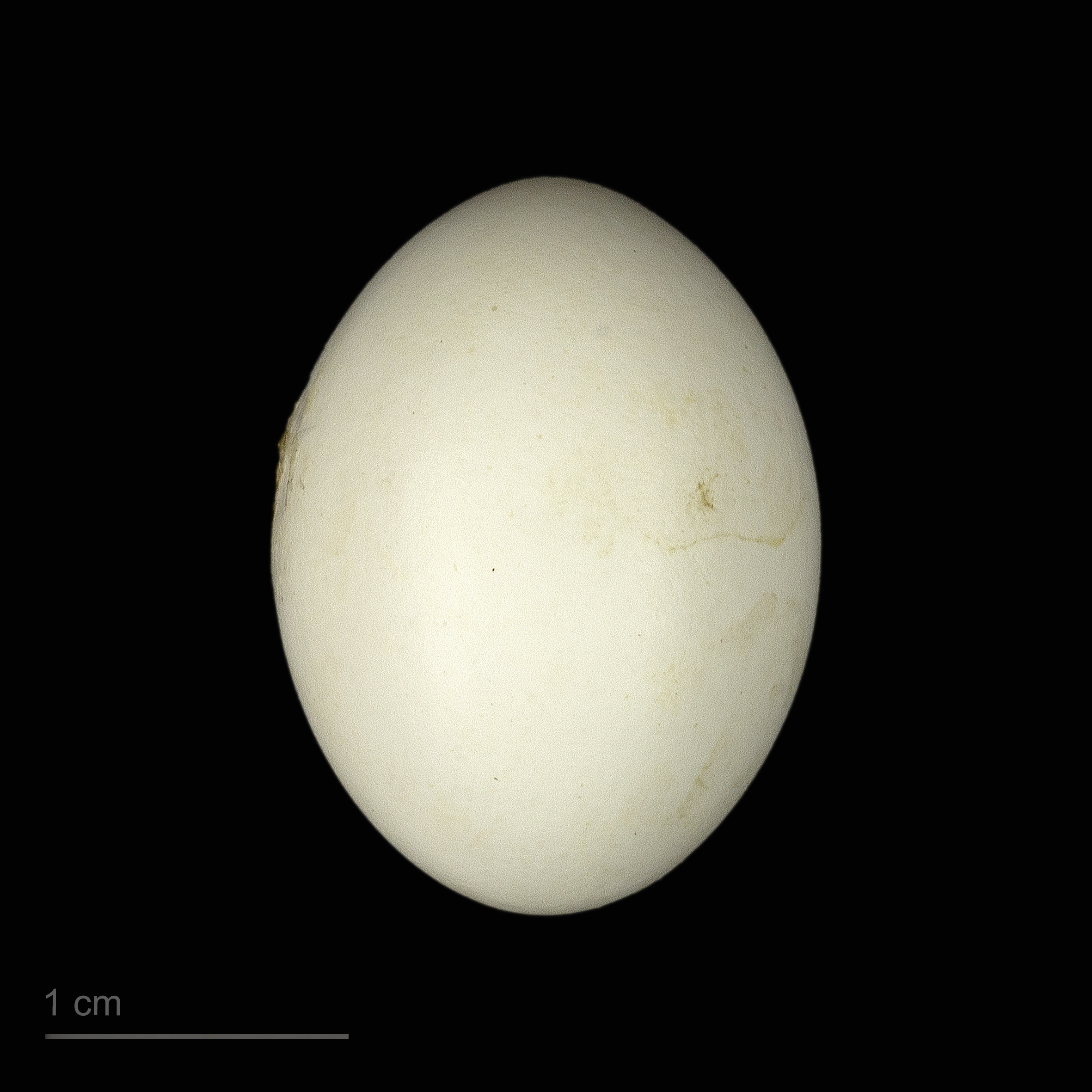
Oeufs de Zenaida aurita aurita - Muséum de Toulouse

La Tourterelle à queue carrée (Zenaida aurita) est une espèce d'oiseau de la famille des Columbidae. L’espèce se trouve aux Antilles.

## Description
La Tourterelle à queue carrée  est un oiseau trapu de taille moyenne. La partie supérieure du corps est cannelle brunâtre et la partie inférieure est rosâtre. À chaque côte du cou se trouve une petite tache foncée, il y a aussi du plumage de couleur chatoyante sur le cou. Les rémiges secondaires le plus à l’extérieur sont blanches, formant des bandes blanches. Les plumes latérales de la queue sont aussi blanches. Les ailes portent aussi des taches noires. La queue est carrée, différent de la Tourterelle triste (Zenaida macroura) qui porte une queue pointue.

## Écologie et comportement

### Alimentation
La Tourterelle à queue carrée se nourrit principalement de graines et de fruits, qu'elle trouve en fouillant la terre ou dans les arbres. Elle se nourrit également occasionnellement de petits invertébrés. Elle est aussi susceptible d'ingérer du sel afin d'équilibrer son alimentation et potentiellement d'aider à la fabrication du lait de pigeon,.

## Répartition et habitat
L'espèce est très commune sur les îles des Caraïbes, incluant les Petites Antilles, Cuba, Porto Rico, les Bahamas et la Jamaïque. On retrouve également une de ses sous-espèces (Zenaida aurita salvadorii) sur le continent, dans le nord de la Péninsule du Yucatán.
On la retrouve essentiellement à basse altitude (jusqu'à 1500 m en Jamaïque), dans des habitats plutôt ouverts et semi-ouverts incluant les savanes, les bois, les pinèdes, les mangroves, mais aussi les parcs et les jardins.

## Rapport avec les êtres humains
Dans des parties de son aire de répartition, la Tourterelle à queue carrée s'est habituée à la présence des humains ; en Barbade par exemple, l’espèce se trouverait dans les rues passantes au milieu des piétons.